# Nándorfehérvár ostroma (1440)
A Nándorfehérvárnál aratott 1456. évi törökök feletti győzelmet lásd a Nándorfehérvári diadal c. szócikkben!
Nándorfehérvár 1440. évi ostroma volt az oszmánok Magyar Királyság ellen indított szultán vezette első nagyszabású koncentrált hadjárata, amelynek során – Thuróczy János szavaival – "Amurát császár éppen hét hónapig ostromolta Nándorfehérvárt, s mégsem tudta meghódítani. Ezért győzelem nélkül, szégyenszemre vonult el a vár alól." Nándorfehérvár 1440. évi ostromáról nagyon kevés pontos információval rendelkezik a történettudomány, pedig annak jelentősége összemérhető a 16 évvel későbbi ostrommal. Ezért azt különféle szűkszavú és ellentmondásos források összevetése alapján (Diószegi) Szabó Pál próbálta átfogó igénnyel rekonstruálni PhD-disszertációjában, amely könyv alakban 1440 - Nándorfehérvár első oszmán-török ostroma és előzményei címmel jelent meg (Szeged, Areión Könyvek, 2015)

## Előzmények
Zsigmond volt az első magyar király, akinek a török hódítással már komolyan szembe kellett nézni: ennek során az oszmán interregnum csak lélegzetvételnyi szünetet jelentett a fenyegetett országoknak. 1421-ben II. Murád szultán került az Oszmán Birodalom élére, amivel az európai hódítások új lendületet vettek. Így az 1420-as évekre a balkáni ütközőállamok (amelyekre addig sem igen lehetett számítani a török elleni védekezésben) már jobbára a török függésbe kerültek. Ezért a király jobbnak látta, hogy bizonyos várakat, területeket közvetlenül a Magyar Királysághoz csatol: így alakult ki az első vagy déli végvárrendszer.
Ennek jegyében a király Tatán 1426-ban megegyezett Lazarevics István szerb despotával, aki átadta neki Nándorfehérvár és Galambóc várait. (Galambócot azonban parancsnoka a magyarok helyett a törököknek adta át, az elfoglalására 1428-ban indított hadjárat nem hozott sikert, viszont súlyos veszteségekkel járt.) Zsigmond halálának évében mintegy fél éven keresztül parasztfelkelés tombolt Erdélyben, amely tovább csökkentette az országrész ellenálló képességét a török portyákkal szemben.
Zsigmond halála után Habsburg Albert lett a király, aki azonban (amellett, hogy cseh király is volt) a megválasztása érdekében tett engedmények miatt nem tudott hatékonyan kormányozni. Uralkodása alatt foglalta el a török Szendrő várát. Albert 1439-ben meghalt, és a rivális főúri ligák megosztottá váltak az új király személyét illetően (V. (Utószülött) László ill. I. Ulászló).
Thuróczy János szavaival: "Eközben Magyarország egész népében szakadás támadt, minden szeretet megbomlott, kölcsönösen egymás vesztére törtek (...). Így a Pannonföld vezérei és urai vad haddal tépték-szaggatták az országot, mely a szent királyok alatt kellemetes, biztos nyugalomban élt – s miután az egyetértés gyarapít – mindenfelől összehordott gazdagságban bővelkedett. (...) Minden korú ember kész volt az ártalomra s nem kímélte életét. Viszálytól vezettetve, mind az országlakosok meghasonlottak és harcra keltek azért, hogy ki a király. Ezek Ulászló királyt követték, amazok Erzsébet királyné és fia dolgát próbálták előbbrevinni. És minthogy az itthoni csapatok nem voltak elegendők, hogy diadalmaskodjanak az ellenségen, idegenből fogadtak zsoldosokat. Ez a dolog azután nagy lángot vetett az országban."

## Az ostrom (rekonstrukciója)
II. Murád tisztában lehetett a Magyar Királyság belső viszonyaival: Thuróczy szerint "Mikor aztán meghallotta, hogy Magyarország mind összes országlakója belső háborúkban mardosódik, úgy vélekedett, hogy a megoszlott nép nem tud védekezni. Elhatározta ezért, hogy megtámadja Magyarországot és elsősorban Nándorfejérvárat veszi ostrom alá." Ezért a szultán 1440-ben megfelelőnek találhatta a viszonyokat Nándorfehérvár ostromához, amelynek fontosságával minden bizonnyal tisztában volt, csakúgy, mint a vár akkori kapitánya Thallóczy János, "serény, rettenthetetlen szívű ember", aki a vár "falait kellőképpen megerősítette a védelemhez".
II. Murád ezért az előkészületeket illetően ennek megfelelően járhatott el: "Mozgósította tehát birodalmának minden fegyveres erejét és minden hadi felszerelésével, gépezetével és ágyújával eljött" a vár alá. A török sereg minden bizonnyal szárazon és vízen is körülzárta a várat: "A török császár pedig körös-körül elhelyezte seregeit, mindenfelől őrséget rendelt s aztán ostrom alá vette a várat." Tudható, hogy a török folyami flottillának ekkoriban legalább egy bázisa volt az al-dunai Galambócon (amelyet ezért is akart Zsigmond visszafoglalni). A török sereg jól el lehetett látva különféle ostromszerekkel: mind mechanikus (kőhajítógép), mind tűzfegyverekkel (ágyúkkal, puskákkal). Tűzfegyverekkel a védők is rendelkeztek, akik eredményesen lőtték ezekkel a török hajókat.
A török részéről a falak ágyúkkal való bontása nem lehetett hatékony annak ellenére, hogy Thuróczy szerint a török "a magas tornyok erősségeit és a falakat rommá lőtte, földdel tette egyenlővé". Ennek oka egyrészt, mert több helyen kettős falrendszer volt, másrészt pedig mert a védők éjszakánként kijavították a falak sérüléseit és kicsapásokkal nyugtalanították az ostromlókat. Thallóczy "és a vele levők a nagy ellenség láttára és a kemény ostromtól nem ijedtek meg; kötelességüket buzgón teljesítették; a falakat, melyeket a császár nappali vívással ledöntött, éjszakai munkával megerősítették. Gyakran darázshad módjára kizúdultak a várból és nagy zűrzavart támasztottak az ellenség közt." Ezért a falakra vezetett rohamok sem lehettek sikeresek.
Emiatt II. Murád a falak aláaknásításával próbálkozhatott, amelyeket viszont a védők ellenaknákkal sikeresen hiúsíthattak meg: "Mikor tehát a császár megértette, hogy Zován milyen vitézül védi a várat, más cselt eszelt ki a vár megvételére. (...) a császár földalatti, hosszú széles aknát ásatott (...). Zován egy vagy más módon megtudván a császár szándékát, más aknát ásatott a vár felől, ugyancsak a föld alatt, szembe a császár aknájával (...)." Az elhúzódó ostrom során bizonyosan történhettek folyamatos kísérletek a védők megadásra történő felszólításával (sikertelenül). Az ostrom ideje alatt, annak bizonyos szakaszaiban nélkülözhető török könnyűlovasság többször beütött Erdélybe és a Száván túli területekre, ahonnan sok foglyot ejtettek: a török harcosok "annyi zsákmányhoz jutottak, hogy egy szép leányt egy csizmáért adtak".
A legtöbb forrás (köztük török is) egységes az ostrom szokatlanul hosszú időtartamában. A későbbi törökellenes harcokból ismert, hogy a török hadsereg hadászati idénye április végétől október végéig tartott. Szabó Pál szerint ez csak úgy volt lehetséges, hogy egyrészt ez a szokás akkoriban még nem volt szigorúan alkalmazva, másrészt pedig az ostromot a közelebb levő területek alakulatai kezdhették meg (késő) tavasszal, amely egységekhez később csatlakoztak a szultáni seregek. Vagyis a szultán az egész 1440-es hadászati idényt a vár elfoglalására szánhatta. Így az ostrom akár novemberig is elhúzódhatott.
A szemben álló seregek létszámáról egyáltalán nem szólnak a források. Becslések szerint a védősereg létszáma 3000-5000 fő lehetett, a nem reguláris elemekkel legfeljebb 6000-7000 fő. Az ostromlók létszáma legfeljebb 35'000 fő lehetett. A szultánt valószínűleg nagy veszteségei kényszeríthették az ostrom feladására, bár egyes források szerint ebben szerepe lehetett akár valamilyen járványnak ("dögvész") ill. ellátási nehézségeknek is. A török veszteségek Thuróczy szerint: "A császár (...) miután – amint mondják – hadi népéből tizenhétezret elveszített és hét hónapig vesződött az ostrommal, szomorúan hazatért." A védők veszteségeiről nincsenek korabeli információk.

## Következmények
A sikertelen ostrom ellenére nem szűntek meg a török portyák a Délvidéken és Erdélyben.
1441-ben Iszhák bég "aki Szendrő várának kapitánya és egész Rácország birtokosa volt, nagy hadat gyűjtött, és a falvakat meg a városokat erősen raboltatta". Seregét Hunyadi János Szendrő váránál verte szét. Ez után a bég már "nem oly szabadon nyargala minden felé" .
1442-ben "így járt vele a híres Mezét bég is, aki úgy tanyázott Marosszentimre mellett,mintha a hazájában volna. De azért mégsem, mert itt bátrabban rabolt és fosztogatott". Mintegy 17'000 fős reguláris egységekkel kiegészített seregét Hunyadi két véres csatában verte szét: az elsőben (március 18-án) alulmaradt (ebben a csatában esett el Lépes György püspök), de a másodikban, Nagyszeben mellett március 25-én "levágták ott magát Mezét béget is, de még növendék fiának sem adtak kegyelmet".
1442 nyarán Mezid bég és serege pusztulásának megbosszulására a szultán parancsára Sehabeddin ruméliai beglerbég ütött be Erdélybe, "aki akkor híres hadviselő basa volt", a korábbinál legalább négyszer akkora sereggel, Thuróczy szerint "nyolcvanezer válogatott vitézzel, kik harci erényekben kiváltképpen jeleskedtek". A beglerbég annyira biztos volt a dolgában, hogy állítólag így intette a nyugtalankodókat: "Ha csak a sapkámat meglátja a hitetlen, ijedtében több napi járóföldre szalad. Az én kardom terhes felhő: eső helyett vért hullat. Mezidnek néztek engem? Mit féltek a gyaurtól az én szárnyaim alatt?" 
Azonban – Zrínyi Miklós szavaival – "drágán megvette volna oda nem mentét, mert mind hada, mind maga gyalázatosan járt: a prédát, vitézeinek felét és egész tisztességét odahagyta" a Vaskapu-szoros mellett vívott csatában. Antonio Bonfini szerint: "Hosszú volna elmondani, mennyi páncél, mennyi aranyos ékköves kard, drága ruha és lófelszerelés, mennyi frig és perzsa módon módon készített aranyos föveg, került kezükre... Röviden, nem volt ezen a hadjáraton senki, aki utódaival együtt meg nem gazdagodott volna." Még a török krónikások is kénytelenek voltak elismerni, hogy "az iszlám serege olyan vereséget szenvedett, hogy azt mondani sem lehet".
A győztes csaták hatására (melyek nagyban hozzájárultak Hunyadi felemelkedéséhez) egyrészt "Bárhol is tört az országba a török hada, bármilyen rejtett úton is érkezett, hogy a szokott módon raboljon, mindet mindenütt balsors követte", másrészt pedig Hunyadi jóval kisebb létszámú seregekkel is győzni tudott, amely sikerek megérlelhették benne nagyobb szabású törökellenes hadjáratok szervezését (hosszú, várnai és rigómezei hadjáratok), amelyek sajnos kudarccal végződtek (szultán vezette oszmán seregeket európai hadszíntéren majd csak 1697-ben sikerül legyőzni Zentánál).
A sikertelen ostrom ugyanakkor erős ösztönzést adott az oszmán tüzérség további fejlesztéséhez, aminek eredménye nem sokkal később Bizánc és Nándorfehérvár ostromainál mutatkozott meg.